# Callum Kerr
Andrew Callum Kerr (* 11. Mai 1994 in Edinburgh, Schottland) ist ein britischer Schauspieler, ein Model und Musiker.

## Leben
Callum Kerr wurde am 11. Mai 1994 in Edinburgh geboren und wuchs in Musselburgh auf. Im Alter von 15 Jahren schloss er sich dem Ensemble des National Youth Theatre of Scotland an. Er spielte 6 Monate lang Rugby in der National Youth League. Nach einem Finanzstudium und seiner Arbeit in einer Anwaltskanzlei beschloss er, nach London zu ziehen und an einem Theater das Schauspiel zu lernen.
Von 2020 bis 2021 befand er sich mit Olivia Anderson in einer Beziehung. 2023 teilte er mit, dass er von seiner neuen Partnerin Lauren Stacy ein Kind erwartete. Im Dezember desselben Jahres kam die gemeinsame Tochter zur Welt.
Mit Mitte 20 erhielt Kerr Tätigkeiten als Model und warb unter anderen für Jaguar, Adidas, Qatar Airways und Specsavers. 2017 spielte er im Musikvideo zum Lied Mixed Signals des Sängers Robbie Williams mit. Im selben Jahr debütierte er in einer Episode der Fernsehserie Doctors als Schauspieler. 2019 mimte er in fünf Episoden der Fernsehserie Zomboat! die Rolle des Jude. Einem breiteren Publikum wurde er durch seine Rolle des George Kiss in der Fernsehserie Hollyoaks bekannt, die er zwischen 2020 und 2021 in 70 Episoden darstellte. In den nächsten Jahren erhielt er wiederkehrende Rollen in den Fernsehserien Glow & Darkness und Monarch. Im Sommer 2024 wurde bekannt, dass er im Netflix Original One Piece die Rolle des Marine Kapitäns Smoker spielen wird.

## Filmografie (Auswahl)
- 2017: Doctors (Fernsehserie, Episode 19x76)
- 2017: Armchair Detectives (Fernsehserie, Episode 1x03)
- 2017: Him & Her (Kurzfilm)
- 2018: The Shore (Fernsehserie)
- 2019: Queens of Mystery (Fernsehserie, Episode 1x05)
- 2019: Vier Hochzeiten und ein Todesfall (Four Weddings and a Funeral, Fernsehserie, 2 Episoden)
- 2019: Zomboat! (Fernsehserie, 5 Episoden)
- 2020: Ghetto Bird (Kurzfilm)
- 2020: Horror Trips – Wenn Reisen zum Albtraum werden (Banged Up Abroad, Fernsehdokuserie, Episode 13x08)
- 2020–2021: Hollyoaks (Fernsehserie, 70 Episoden)
- 2021: Glow & Darkness (Fernsehserie, 9 Episoden)
- 2022: Flowers in the Attic: The Origin (Miniserie, 2 Episoden)
- 2022: Monarch (Fernsehserie, 7 Episoden)
- 2022: History of a Pleasure Seeker (Fernsehserie, Episode 1x01)
- 2025: Das Rad der Zeit (The Wheel of Time, Fernsehserie)